# Najm Abdalgabar
Najm Eldin Abdallah Abdelgabar (17 novembre 1987) è un calciatore sudanese, di ruolo difensore.

## Carriera

### Club
Ha sempre giocato nel campionato sudanese.

### Nazionale
Ha esordito con la maglia della Nazionale nel 2012.